# Purana's

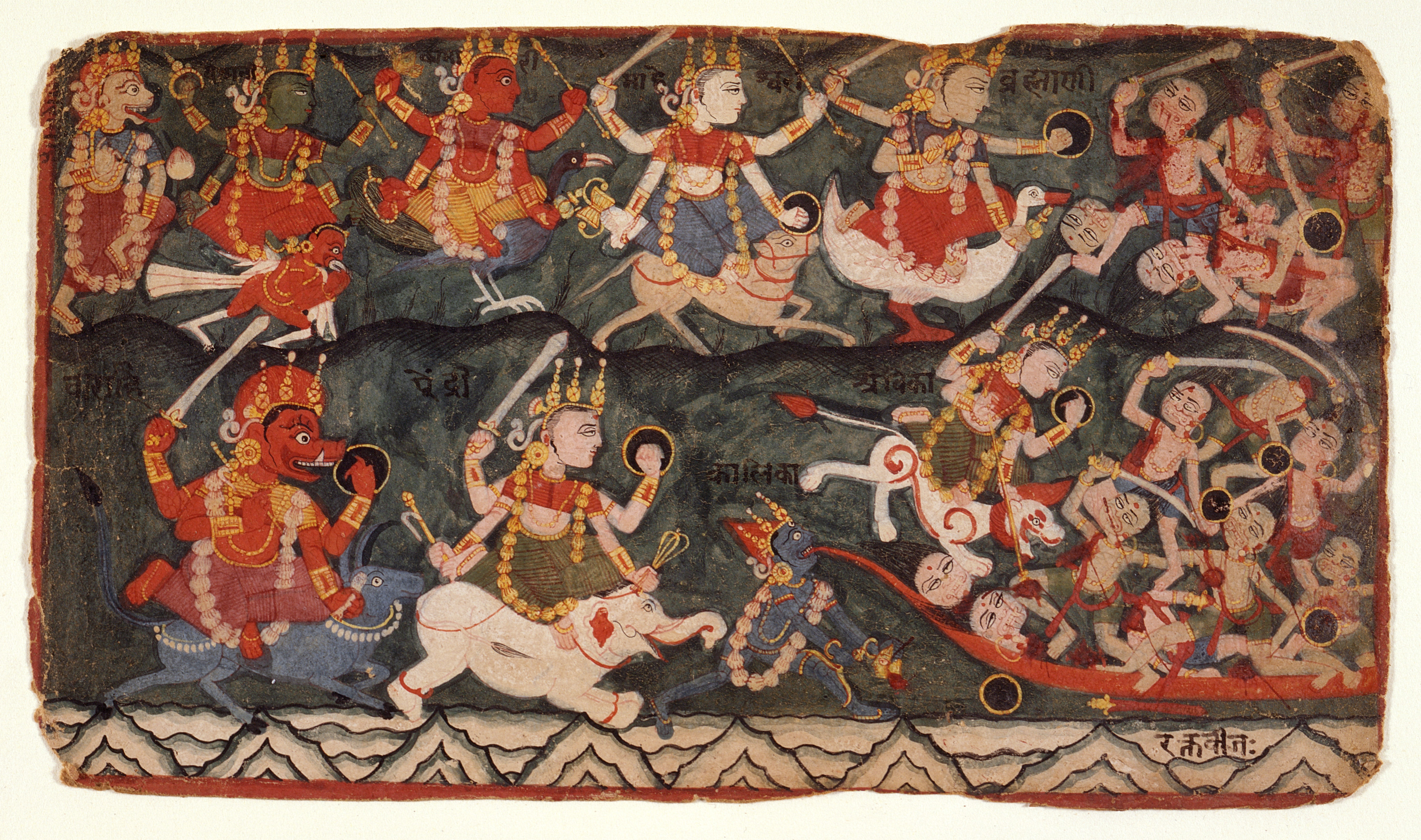
Ashta-Matrika

De purana's (Sanskriet: पुराण, purâna, "oud") vormen een deel van de heilige hindoegeschriften. Er zijn 18 purana's, onderverdeeld in drie groepen van elk zes. Naast de purana's zijn er ook 18 upapurana's (kleinere purana's). De purana's worden als smriti beschouwd, werken waarvan wordt aangenomen dat ze op een goddelijke openbaring berusten, maar door mensen zijn gecomponeerd en doorverteld. De purana's bevatten een belangrijk deel van de hindoeistische mythologie en kosmologie. Zes purana's verhandelen over Vishnu, zes over Shiva en zes over Brahmâ. Zij bevatten verhalen over van de relatie van de mensheid met het goddelijke. De Srimad Bhagavatam over Vishnu, die ook de Bhagavata Purana of de Paramahamsa Samhita wordt genoemd, geldt als de belangrijkste purana.
Schepping, secundaire schepping, de dynastieën van de koningen, hun handelingen en de regeerperioden van de Manu's zijn de vijf basiskenmerken van iedere purana (Amarkhasa).

## De zes Vishnu Purana's

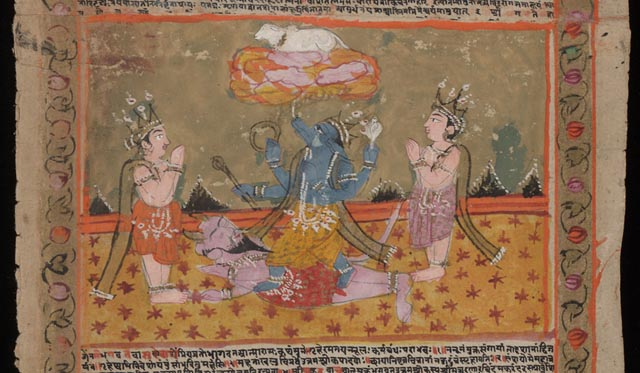
De Bhagavatapurana

#### 1.Srimad BhagavatamPurana (18.000 verzen)
Heeft vanwege zijn prachtige presentatie, een hoge positie verworven in de Sanskriet literatuur. Hij bevat verhalen die betrekking hebben op de verschillende incarnaties van heer Vishnu en grotendeels handelen over het leven en spel van heer Krishna.

#### 2. Vishnu Purana (23.000 verzen)
Bestaat uit vijf delen. 
1. Het eerste deel beschrijft de schepping van het universum, pralaya, en het karnen van de oceaan van melk.
2. Het tweede deel bevat de geografische (aardrijkskundige) beschrijving van de aarde verdeeld in zeven eilanden.
3. Het derde deel beschrijft het ontstaan van het boeddhisme.
4. Het vierde deel bevat een beschrijving van de bevolking op de aarde vanaf het begin.
5. Het vijfde deel is geheel gewijd aan leven en activiteiten van Krishna: (Verhalen over allerlei toegewijden; beschrijving van het varnas'rama-systeem, de zes anga's (delen, ledematen) van de Veda, een beschrijving van Kali yuga, een beschrijving van het Sveta Varaha Kalpa, Vishnu dharmotara en Varaha Kalpa).

#### 3. De Nâradiya of Nârada Purâna (25.000 verzen)
Is een vaishnava Purâna, gepresenteerd als een tweespraak tussen Narada en Sanatkumara. Deze purana bevat een gedetailleerde omschrijving van belangrijke bedevaartplaatsen (een volledig overzicht: het beschrijft Jagannatha Puri, Dvaraka, Badrinatha, etc.).

#### 4. Padma Purâna (55.000 verzen)
Bestaat uit vijf delen. 
1. In het eerste deel legt de wijze Pulastya de essentie van de religie uit aan Bhishma.
2. Het tweede deel beschrijft de aarde.
3. Het derde deel bevat verhalen over de schepping en een geografische beschrijving van India.
4. Het vierde deel beschrijft het leven van heer Rama.
5. Het vijfde deel bevat een tweegesprek tussen Shiva en Parvati over godsdienst (behelst de heerlijkheid van het S'rimad Bhagavatam; de verhalen over Rama, Jagannatha, Matsya, Ekadas'i, Bhrigu etc.).

#### 5. De Varâha Purâna (24.000 verzen).
Vertelt het verhaal van de redding van de aarde door de avatara Varaha (incarnatie van Vishnu als zwijn). Beschrijft verschillende vrata's: manieren van aanbidding en het zich houden aan geloften; ook de heerlijkheden van Vishnu.

#### 6. De Garuda Purâna (19 000 verzen)
Verhaalt over Vishnu die Zijn drager-adelaar Garuda instrueert over de subtiliteit van religie en het leven. Naast minder diepgaande verhalen over religie en moraal, bevat deze Purana ook beschrijvingen over diamanten juwelen en manieren om de beste kwaliteit van juwelen vast te stellen. Heeft als onderwerp de Bhagavad Gita, reïncarnatie, vishnu-sahaasra nama en een beschrijving van Tarsya Kalpa.

## De zes Brahma Purana's

#### 1. De Vamana Purana (10 000 verzen)
Is in zijn geheel gewijd aan de Vamana-avatar, de incarnatie van Vishnu als dwerg, verslag doend in een tweespraak tussen de wijze Pulastya en de toegewijde Narada Muni.

#### 2. De Markandeya Purana (9000 verzen)
Begint met een vraag gesteld door de wijze Jaimini. In antwoord op deze vraag legt de wijze Markandeya uit wat de aard is van deze Purana (Verhalen over Rama en Krishna).

#### 3. Brahma Purana (10 000 verzen)
Deze purana bestaat uit twee delen: de Purva Bhaga en de Uttar Bhaga. 
1. De Purva Bhaga bevat verhalen over de schepping en beschrijvingen van Rama en Krishna.
2. De Uttar Bhaga bevat een gedetailleerde beschrijving van Purushottama Tirtha, het meest beroemd onder alle heilige plaatsen.

#### 4. Brahma Vaivarta Purana (18 000 verzen)
Deze purana bestaat uit vier delen. 
1. Het eerste deel bevat het scheppingsverhaal.
2. Het tweede deel verhaalt over goden en godinnen.
3. Het derde deel vertelt over Ganesha.
4. Het vierde deel verhaalt over leven en activiteiten van Krishna (Over de roem en spel en vermaak van Radha en Krishna).

#### 5. Brahmanda Purana (12 000 verzen)
Het is de laatste van de achttien purana's. Deze purana is nu beschikbaar in aparte onderdelen; er schijnt geen verband te bestaan tussen de onderdelen. Voorheen behelsde deze purana ook de Aadhyatma Ramayana (beschrijft vedanga's en de Adi Kalpa).

#### 6. Bhavishya Purana (14 500 verzen)
Deze purana bestaat uit vijf delen (parva's). 
1. Het eerste deel beschrijft de schepping.
2. Het tweede beschrijft Shiva
3. Het derde beschrijft Vishnu
4. Het vierde beschrijft Surya.
5. Het vijfde deel beschrijft de hemelen (Over de glorie van de toegewijde dienst; voorspelling van Chaitanya Mahaprabhu).

## De zes Shiva Purana's

#### 1. Skanda Purana (81 100 verzen)
Het is de grootste purana. Hoofdzakelijk gewijd aan Kartikeya (Skanda), de zoon van Shiva en Parvati. Daarnaast bevat het ook verhalen over Shiva en heilige pelgrimsoorden, vooral gewijd aan Shiva.

#### 2. S'iva Mahapurana (24 000 verzen)
Dit is een verzameling verhalen hoofdzakelijk gewijd aan leven en activiteiten van Shiva. Deze purana is verdeeld in zeven samhita's, die tezamen meer dan 24 000 verzen (stanza's) bevatten.

#### 3. Kurma Purana (17 000 verzen)
De Heer zelf heeft deze purana verteld aan Narada in Zijn incarnatie als schildpad. Narada vertelde het aan Sutaji die het op zijn beurt vertelde aan een groep bijeengekomen wijzen (Bevat het gesprek tussen Krishna en de Zonnegod - genoemd in de Bhagavad Gita; Dhanvantari; en beschrijft de Lakshmi Kalpa).

#### 4. De Matsya Purana (14 000 verzen)
Handelt over de incarnatie van Vishnu als vis en het behoud van Manu en de zaden van al het leven tijdens de vernietiging (pralaya) door de Matsya avatar (Over het bouwen van tempels; beschrijft de Vamana en Varaha Kalpa's).

#### 5. De Linga Purana (11 000 verzen)
Het predikwerk over de glorie van Shiva en Linga-verering (puja) is het hoofdonderwerp van deze purana. Deze purana in twee delen, bevat verhalen over de schepping van het universum, de origine van de linga, van de Veda's, Brahma, Vishnu etc (Over de heerlijkheid van Nrisimhadeva; Janardhana; het verhaal van Ambarisha Maharaja en de heerlijkheid van de Gayatri mantra).

#### 6. De Agni Purana (15 400 verzen)
Is gewijd aan Agni (de god van het vuur). In deze purana predikt Agni aan de wijze Vasishthha. Het bevat de beschrijving van verschillende incarnaties van de heer, Rama en Krishna alsook van de aarde en de sterren (Over de Salagrama; beschrijft de Isana Kalpa).

## Er zijn tien kenmerken van een purana
Naast de vijf basiskenmerken in de inleiding vermeld, is er ook een uitgebreidere omschrijving van de kenmerken:
1. De schepping (van dit universum,sarga),
2. de daaropvolgende schepping (van verschillende werelden en wezens, visarga),
3. de handhaving (het onderhoud, de vritti of sthana)
4. en bescherming (de raksha of poshana van de levende wezens),
5. de tijdperken van heersen (manvantara's van de verschillende Manu's),
6. de dynastieën (vams'as),
7. de vertellingen over hen (vams'a-anucaritam),
8. de vernietiging (van verschillende aard, pralaya of samsthâ),
9. de motivatie (van het individuele of hetu)
10. en de allerhoogste toevlucht (de Fortuinlijke of apâs'raya, zie 2.10:1 en ).